# 拓跋勃
拓跋勃（?—?），追尊魏昭成帝拓跋什翼犍之孙，拓跋力真之子，北魏宗室、官员。
拓跋勃的堂兄拓跋珪复代国，建立北魏。拓跋勃前来归附，以勋赐爵彭城公。拓跋勃之兄长拓跋意烈于天兴元年（398年）四月谋反，被赐死。拓跋勃善于射御，去世后，陪葬金陵。其长子拓跋粟袭爵，次子拓跋浑，拓跋浑子拓跋库汗，拓跋库汗子拓跋古辰。拓跋勃的五世孙是隋文帝末年兵部尚书元巖，元巖的六世孙是唐朝诗人元稹。